# اقتصاد الموارد الطبيعية

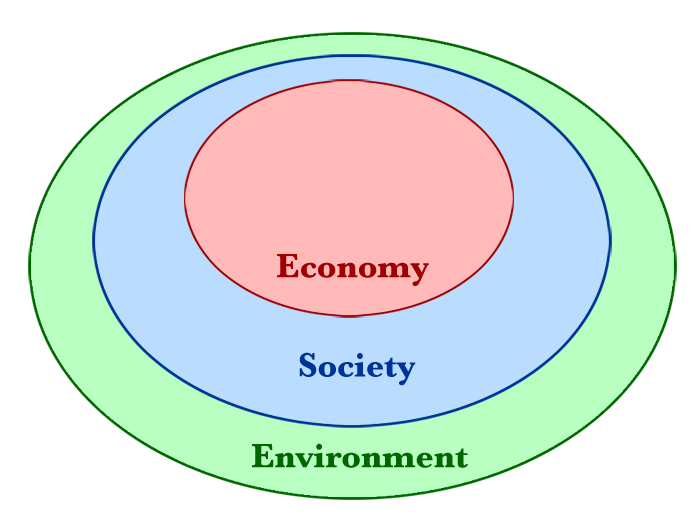
ثلاث دوائر محاطة داخل بعضها البعض تبين كيف أن كل من الاقتصاد والمجتمع هما مجموعات فرعية من نظامنا البيئي الكوكبي. هذه النظرة مفيدة لتصحيح المفهوم الخاطئ، المستمد أحيانًا من مخطط "الركائز الثلاث" السابق، وهو أن أجزاء من النظم الاجتماعية والاقتصادية يمكن أن توجد بشكل مستقل عن البيئة. [ مصدر غير موثوق؟^{]}[ مصدر غير موثوق؟

تتعامل اقتصاديات الموارد الطبيعية مع العرض والطلب وتخصيص الموارد الطبيعية للأرض. يتمثل أحد الأهداف الرئيسية لاقتصاديات الموارد الطبيعية في تحسين فهم دور الموارد الطبيعية في الاقتصاد من أجل تطوير أساليب أكثر استدامة لإدارة تلك الموارد لضمان توافرها للأجيال القادمة. يدرس اقتصاديو الموارد التفاعلات بين النظم الاقتصادية والطبيعية، بهدف تطوير اقتصاد مستدام وفعال.

## مجالات المناقشة
اقتصاديات الموارد الطبيعية هي مجال متعدد التخصصات للأبحاث الأكاديمية في مجال الاقتصاد يهدف إلى معالجة الروابط والترابط بين الاقتصادات البشرية والنظم الإيكولوجية الطبيعية. ينصب تركيزها على كيفية إدارة الاقتصاد ضمن القيود البيئية للموارد الطبيعية للأرض. تجمع اقتصاديات الموارد وتربط مختلف التخصصات في العلوم الطبيعية والاجتماعية المرتبطة بمناطق واسعة من علوم الأرض والاقتصاد البشري والنظم الإيكولوجية الطبيعية. يجب تكييف النماذج الاقتصادية لاستيعاب السمات الخاصة لمدخلات الموارد الطبيعية. شدد المنهج التقليدي لاقتصاديات الموارد الطبيعية على نماذج مصايد الأسماك ونماذج الغابات ونماذج استخراج المعادن (مثل الأسماك والأشجار وخام المعادن). في السنوات الأخيرة، أصبحت الموارد الأخرى، ولا سيما الهواء والماء والمناخ العالمي و «الموارد البيئية» بشكل عام، مهمة بشكل متزايد لعملية صنع السياسات.
لقد تجاوز الاهتمام الأكاديمي والسياسي الآن مجرد الاستغلال التجاري الأمثل للثلاثية القياسية من الموارد ليشمل الإدارة لتحقيق أهداف أخرى. على سبيل المثال، الموارد الطبيعية المحددة على نطاق أوسع لها قيم ترفيهية، وكذلك تجارية. قد يسهمون أيضًا في مستويات الرفاه الاجتماعي الشاملة، بمجرد وجودهم.
يركز مجال الاقتصاد والسياسة على الجوانب الإنسانية للمشاكل البيئية. تشمل المجالات التقليدية لاقتصاديات الموارد الطبيعية والبيئية نظرية الرفاهية، واستخدام الأراضي / الموقع، ومكافحة التلوث، واستخراج الموارد، والتقييمات غير السوقية، وكذلك استنفاد الموارد،  الاستدامة والإدارة البيئية والسياسة البيئية. يمكن أن تشمل موضوعات البحث الآثار البيئية للزراعة والنقل والتحضر، واستخدام الأراضي في البلدان الفقيرة والصناعية، والتجارة الدولية والبيئة، وتغير المناخ، والتقدم المنهجي في التقييم غير السوقي، على سبيل المثال لا الحصر.
قاعدة H o t e l l i n g ‏ هي نموذج اقتصادي لإدارة الموارد غير المتجددة لعام 1938 من قبل هارولد هوتيلينج. إنه يدل على أن الاستغلال الفعال لمورد غير متجدد وغير قابل للافتتاح، في ظل ظروف اقتصادية مستقرة خلاف ذلك، سيؤدي إلى نضوب المورد. تنص القاعدة على أن هذا سيؤدي إلى سعر صافٍ أو «إيجار الفنادق» لأنه ارتفع سنويًا بمعدل مساوٍ لسعر الفائدة، مما يعكس ندرة المورد المتزايدة. الموارد غير القابلة للإعجاب للمواد غير العضوية (أي المعادن) غير شائعة؛ يمكن زيادة معظم الموارد عن طريق إعادة التدوير ووجود واستخدام بدائل لمنتجات الاستخدام النهائي (انظر أدناه).
صرح V o g e l y أن تطوير الموارد المعدنية يحدث في خمس مراحل: (1) هامش التشغيل الحالي (معدل الإنتاج) الذي تحكمه نسبة الاحتياطي (المورد) المستنفد بالفعل. (2) هوامش التطوير المكثفة التي تحكمها المفاضلة بين ارتفاع الاستثمار اللازم والإسراع في تحقيق الإيرادات. (3) هامش التنمية الشامل الذي يبدأ فيه استخراج الرواسب المعروفة ولكن غير الاقتصادية سابقًا. (4) هامش الاستكشاف الذي يتم فيه البحث عن رواسب جديدة (موارد) وتكلفة كل وحدة مستخرجة غير مؤكدة إلى حد كبير مع وجود تكلفة الفشل التي يجب موازنتها مع إيجاد موارد قابلة للاستخدام (ودائع) لها تكاليف هامشية للاستخراج أعلى مما كانت عليه في المراحل الثلاث الأولى أعلاه. (5) هامش التكنولوجيا الذي يتفاعل مع المراحل الأربع الأولى. تعد نظرية Gray-H o t e l l i n g (الإرهاق) حالة خاصة، لأنها لا تغطي سوى المرحلتين 1 و 3 وليس المرحلتين الأكثر أهمية 4 و 5.
سيتم التوفيق بين وجهات النظر المتضاربة هذه إلى حد كبير من خلال النظر في الموضوعات المتعلقة بالموارد بتعمق في القسم التالي، أو على الأقل إلى الحد الأدنى.
علاوة على ذلك، توفر قاعدة هارتويك ‏ نظرة ثاقبة لاستدامة الرفاهية في اقتصاد يستخدم موارد غير متجددة.

## الموارد الدائمة مقابل الاستنفاد
مفهوم المورد الدائم مفهوم معقد لأن مفهوم المورد معقد ويتغير مع ظهور تكنولوجيا جديدة (عادة ما تكون أكثر كفاءة في الانتعاش) واحتياجات جديدة وبدرجة أقل مع اقتصاديات جديدة (مثل التغيرات في أسعار المواد، التغييرات في تكاليف الطاقة، الخ). من ناحية، يمكن أن تدخل المادة (ومواردها) في وقت من النقص وتصبح مادة إستراتيجية وحرجة (أزمة استنفاد فورية)، ولكن من ناحية أخرى، يمكن أن تنفد المادة، ويمكن أن يستمر موردها في كونها دائمة إذا لم يكن ذلك من قبل، وبعد ذلك يمكن أن يصبح المورد مصدرًا لل p a l e o r e s عندما تصبح المادة غير صالحة للاستخدام تقريبًا (مثل موارد صوان رأس السهم). تشمل بعض التعقيدات التي تؤثر على موارد المادة مدى قابلية إعادة التدوير، وتوافر بدائل مناسبة للمواد في منتجات الاستخدام النهائي، بالإضافة إلى بعض العوامل الأخرى الأقل أهمية.
أصبحت الحكومة الفيدرالية مهتمة بشكل مفاجئ بقضايا الموارد في 7 ديسمبر 1941، وبعد ذلك بوقت قصير قطعت اليابان الولايات المتحدة عن القصدير والمطاط وجعلت من الصعب الحصول على بعض المواد الأخرى، مثل التنغستن. كان هذا هو أسوأ حالة لتوفر الموارد، وأصبح مادة إستراتيجية وحرجة. بعد الحرب، تم إنشاء مخزون حكومي من المواد الاستراتيجية والحرجة، يحتوي على حوالي 100 مادة مختلفة تم شراؤها نقدًا أو تم الحصول عليها عن طريق التجارة مقابل السلع الزراعية الأمريكية لصالحهم. على المدى الطويل، أدت ندرة الصفيح في وقت لاحق إلى استبدال رقائق الألومنيوم بالكامل بألواح الصفيح وعلب الصلب المبطنة بالبوليمير واستبدال العبوات المعقمة لعلب الفولاذ المطلية بالقصدير.
الموارد تتغير مع مرور الوقت مع التكنولوجيا والاقتصاد. الانتعاش أكثر كفاءة يؤدي إلى انخفاض في درجة خام المطلوبة. انخفض متوسط درجة خام النحاس المعالج من 4.0 ٪ من النحاس في عام 1900 إلى 1.63 ٪ في عام 1920، 1.20 ٪ في عام 1940، 0.73 ٪ في عام 1960، 0.47 ٪ في عام 1980، و 0.44 ٪ في عام 2000.
لقد كان الكوبالت في وضع إمداد قاسي منذ حصول الكونغو البلجيكية (المصدر الوحيد المهم في العالم للكوبالت) على استقلال متسارع في عام 1960، وتم عزل المقاطعة المنتجة للكوبالت باسم كاتانغا، تليها عدة حروب وحركات تمرد، وعمليات نقل للحكومة المحلية، وسكك حديدية. دمرت، والتأميم. وتصدر ذلك غزو المقاطعة من قبل متمردي كاتانغان في عام 1978 والذي أدى إلى انقطاع الإمداد والنقل وتسبب في ارتفاع سعر الكوبالت إلى ثلاثة أضعاف. في حين تعطلت إمدادات الكوبالت وارتفع السعر، تم الضغط على النيكل وغيرها من البدائل في الخدمة.
بعد ذلك، أصبحت فكرة «حرب الموارد» التي قام بها السوفييت شعبية. بدلاً من الفوضى التي نتجت عن وضع الكوبالت الزائيري، سيتم التخطيط لهذه الإستراتيجية، وهي إستراتيجية تهدف إلى تدمير النشاط الاقتصادي خارج الكتلة السوفيتية عن طريق الحصول على موارد حيوية بوسائل غير اقتصادية (عسكرية؟) خارج الكتلة السوفيتية (العالم الثالث؟)، ثم حجب هذه المعادن من الغرب.
إحدى الطرق المهمة للتغلب على حالة الكوبالت أو موقف «حرب الموارد» هي استخدام بدائل لمادة ما في الاستخدامات النهائية. بعض معايير البديل المرضي هي (1) توفر جاهز محليًا بكميات كافية أو توفر من دول متجاورة، أو ربما من حلفاء في الخارج، (2) يمتلك خواص فيزيائية وكيميائية، وأداء، وطول العمر قابل للمقارنة مع المواد من الخيار الأول، (3) السلوكيات والممتلكات الراسخة والمعروفة وخاصةً كعنصر في السبائك الغريبة، و (4) القدرة على المعالجة والتصنيع مع الحد الأدنى من التغييرات في التكنولوجيا الحالية، ومصانع رأس المال، ومرافق المعالجة والتصنيع. بعض البدائل المقترحة كانت ألونيت بالنسبة للبوكسيت لصنع الألومينا، الموليبدينوم و / أو النيكل لكوبالت، ومشعات السيارات المصنوعة من سبائك الألومنيوم لمشعات السيارات المصنوعة من سبائك النحاس. يمكن التخلص من المواد دون بدائل المواد، على سبيل المثال عن طريق تصريف الكهرباء عالية التوتر لتشكيل الأشياء الصلبة التي تم تشكيلها سابقًا بواسطة المواد الكاشطة المعدنية، مما يوفر أداءً فائقًا بتكلفة أقل،  أو باستخدام أجهزة الكمبيوتر / الأقمار الصناعية لاستبدال الأسلاك النحاسية (الخطوط الأرضية).
إحدى الطرق المهمة لاستبدال المورد هي التوليف، على سبيل المثال، الماس الصناعي وأنواع كثيرة من الجرافيت، على الرغم من أنه يمكن استبدال نوع معين من الجرافيت بمنتج معاد تدويره. معظم الجرافيت اصطناعي، على سبيل المثال، أقطاب الجرافيت، وألياف الجرافيت، وأشكال الجرافيت (المجهزة أو غير المجهزة)، ومسحوق الجرافيت.
هناك طريقة أخرى لاستبدال مورد أو تمديده عن طريق إعادة تدوير المواد المطلوبة من الخردة أو النفايات. يعتمد هذا على ما إذا كانت المادة قد تبددت أو لم تعد متاحة كمنتج دائم لم يعد قابلاً للاستخدام. يعتمد استصلاح المنتج المتين على مقاومته للانهيار الكيميائي والفيزيائي، والكميات المتاحة، وسعر التوفر، وسهولة الاستخراج من المنتج الأصلي. على سبيل المثال، البزموت في طب المعدة منتشر بشكل ميئوس منه (تبديده) وبالتالي من المستحيل استعادته، في حين يمكن استرجاع سبائك البزموت بسهولة وإعادة تدويرها. ومن الأمثلة الجيدة على أن إعادة التدوير تحدث فرقًا كبيرًا هو حالة توفر الموارد بالنسبة للجرافيت، حيث يمكن استرداد الجرافيت المتساقط من مورد متجدد يسمى kish ، وهو نفايات لصناعة الصلب يتم إنشاؤها عندما ينفصل الكربون عن الجرافيت داخل الكيش عن المعدن المنصهر مع الخبث . بعد أن يصبح باردًا، يمكن معالجة الكيش.
عدة أنواع أخرى من الموارد تحتاج إلى إدخال. إذا كانت المواد الاستراتيجية والحرجة هي أسوأ حالة بالنسبة للموارد، ما لم يتم تخفيفها عن طريق الاستبدال و / أو إعادة التدوير، فإن أحد أفضل الموارد هو وفرة الموارد. المورد الوفير هو أحد المواد التي لم تستخدمها حتى الآن سوى القليل من الاستخدام، مثل استخدام الطين عالي الألومينا أو الأنوثوسيت لإنتاج الألومينا، والمغنيسيوم قبل أن يتم استردادها من مياه البحر. مورد وفير يشبه إلى حد بعيد مورد دائم. إن قاعدة الاحتياطي هي جزء من مورد محدد له إمكانات معقولة ليصبح متاحًا اقتصاديًا في وقت يتجاوز عندما تعمل التكنولوجيا المثبتة حاليًا والاقتصاديات الحالية. الموارد التي تم تحديدها هي تلك المواقع التي يعرف موقعها ودرجتها وجودتها وكميتها أو يتم تقديرها من خلال أدلة جيولوجية محددة. الاحتياطيات هي ذلك الجزء من قاعدة الاحتياطي الذي يمكن استخراجه اقتصاديًا في وقت التحديد؛  لا ينبغي استخدام الاحتياطيات كبديل للموارد لأنها غالباً ما تكون مشوهة بواسطة الضرائب أو احتياجات العلاقات العامة للشركة المالكة.

### نماذج الموارد الطبيعية الشاملة
صرح هاريسون براون وزملاؤه أن الإنسانية ستقوم بمعالجة «خام» الدرجة الأدنى والأدنى. سيأتي الحديد من مواد حاملة للحديد منخفضة الجودة مثل الصخور الخام من أي مكان في تكوين الحديد، ولا يختلف كثيرًا عن المدخلات المستخدمة في صنع حبيبات التاكونيت في أمريكا الشمالية وأماكن أخرى اليوم. مع انخفاض احتياطيات فحم الكوك، سيستخدم إنتاج الحديد والفولاذ الخالي من العمليات التي لا تستخدم فحم الكوك (أي الفولاذ الكهربائي). يمكن أن تتحول صناعة الألومنيوم من استخدام البوكسيت إلى استخدام أنورثوسيت والطين. سيزيد استهلاك معدن المغنيسيوم والمغنيسيوم (أي في الحراريات)، الذي يتم الحصول عليه حاليًا من مياه البحر. سيتم الحصول على الكبريت من البيريت، ثم الجبس أو الأنهيدريت. سيتم الحصول على المعادن مثل النحاس والزنك والنيكل والرصاص من عقيدات المنجنيز أو تكوين الفسفوريا (كذا!). يمكن أن تحدث هذه التغييرات بشكل غير منتظم في أجزاء مختلفة من العالم. في حين أن أوروبا وأمريكا الشمالية قد تستخدمان أنثوسايت أو طين كمواد خام للألمنيوم، فإن أجزاء أخرى من العالم قد تستخدم البوكسيت، بينما قد تستخدم أمريكا الشمالية التاكونيت، قد تستخدم البرازيل خام الحديد. ستظهر مواد جديدة (لاحظ: لديهم)، نتيجة للتطورات التكنولوجية، وبعضها يعمل كبدائل والبعض الآخر بخصائص جديدة. ستصبح إعادة التدوير أكثر شيوعًا وأكثر فاعلية (ملاحظة: تحتوي على!). في نهاية المطاف، سيتم الحصول على المعادن والمعادن عن طريق معالجة الصخور «المتوسطة». الصخر، 100 طن من الصخور البركانية «المتوسطة»، سوف ينتج ثمانية أطنان من الألومنيوم، وخمسة أطنان من الحديد، و 0.6 طن من التيتانيوم.
يتم تطبيق نموذج U S G S استنادًا إلى بيانات الوفرة القشرية وعلاقة الوفرة الاحتياطية لماكلفي، على العديد من المعادن في قشرة الأرض (في جميع أنحاء العالم) وفي القشرة الأمريكية. إن الموارد التي يمكن استردادها حاليًا (التكنولوجيا الحالية، والاقتصاد) والتي هي الأقرب إلى علاقة M c K e l v e y هي الموارد التي تم البحث عنها لأطول وقت، مثل النحاس والزنك والرصاص والفضة والذهب والموليبدينوم. المعادن التي لا تتبع علاقة M c K e l v e y هي تلك المنتجات الثانوية (للمعادن الرئيسية) أو التي لم تكن حيوية للاقتصاد حتى وقت قريب (التيتانيوم والألومنيوم بدرجة أقل). البزموت هو مثال على المعادن الثانوية التي لا تتبع العلاقة بشكل جيد للغاية؛ إن احتياطيات الرصاص بنسبة 3٪ في غرب الولايات المتحدة لن تحتوي إلا على 100 جزء من المليون جزء من البزموت، ومن الواضح أن هذه الدرجة منخفضة للغاية بالنسبة لاحتياطي البزموت. وتبلغ إمكانات الموارد القابلة للاسترداد في العالم 2120 مليون طن للنحاس و 2,590 مليون طن للنيكل و 3400 مليون طن للزنك و 3519 مليار طن للألمنيوم و 2035 مليار طن للحديد.
المؤلفين المتنوعين لديهم المزيد من المساهمات. يعتقد البعض أن عدد البدائل غير محدود تقريبًا، لا سيما مع تدفق مواد جديدة من الصناعة الكيميائية؛ يمكن أن تكون المنتجات النهائية متطابقة من مواد مختلفة ونقاط البداية. يمكن أن يكون البلاستيك الموصلات الكهربائية جيدة. نظرًا لأن جميع المواد أضعف 100 مرة مما ينبغي نظريًا، فيجب أن يكون من الممكن القضاء على مناطق الخلع وتعزيزها بدرجة كبيرة، مما يتيح استخدام كميات أقل. لتلخيص، سيكون لشركات «التعدين» المزيد والمزيد من المنتجات المتنوعة، فالاقتصاد العالمي يتحرك بعيداً عن المواد نحو الخدمات، ويبدو أن السكان بدأوا في التسوية ، وكل ذلك يعني تقليل نمو الطلب على المواد ؛ سيتم استرداد الكثير من المواد من الصخور غير المألوفة إلى حد ما ، وسيكون هناك المزيد من المنتجات الثانوية والمنتجات الثانوية من عملية معينة ، والمزيد من التجارة في المعادن والمواد.

### الاتجاه نحو الموارد الدائمة
نظرًا لأن التكنولوجيا الجديدة الجذرية تؤثر على المواد والمعادن في العالم أكثر وأكثر قوة ، فإن المواد المستخدمة تزداد على الأرجح مواردها الدائمة. هناك بالفعل المزيد والمزيد من المواد التي لديها موارد دائمة وأقل وأقل المواد التي لديها موارد غير قابلة للتجديد أو المواد الاستراتيجية والحرجة. تم ذكر بعض المواد التي تحتوي على موارد دائمة مثل الملح والحجر والمغنيسيوم والطين العادي سابقًا. بفضل التكنولوجيا الجديدة ، تم إضافة الماس الصناعي إلى قائمة الموارد الدائمة ، حيث يمكن تصنيعها بسهولة من كتلة من شكل آخر من الكربون. يصنع الجرافيت الصناعي بكميات كبيرة (أقطاب الجرافيت وألياف الجرافيت) من سلائف الكربون مثل فحم الكوك أو الألياف النسيجية. تستخدم شركة تُدعى معدن سائل Technologies، Inc. إزالة الاختلالات في مادة باستخدام تقنية تتغلب على قيود الأداء التي تسببها نقاط الضعف الكامنة في البنية الذرية الذرية. إنه يصنع سبائك معدنية غير متبلورة، والتي تحتفظ بهيكل ذري عشوائي عندما يصلب المعدن الساخن ، بدلاً من التركيب الذري البلوري (مع الإزاحة) التي تتشكل عادةً عندما تصلب المعدن الساخن. هذه السبائك غير المتبلورة لها خصائص أداء أفضل بكثير من المعتاد ؛ على سبيل المثال ، سبائك الزركونيوم والتيتانيوم معدن سائل هي أقوى بنسبة 250 ٪ من سبائك التيتانيوم القياسية. يمكن للسبائك معدن سائل أن تحل محل العديد من السبائك عالية الأداء.
كشف استكشاف قاع المحيط في الخمسين سنة الماضية عن عقيدات المنغنيز وعقيدات الفوسفات في العديد من المواقع. في الآونة الأخيرة ، تم اكتشاف رواسب الكبريتيدات المؤلفة من عدة معادن ، ويتم ترسيب «الطين الأسود» الكبريتيد المتعدد المعادن حاليًا من «المدخنين السود»  أصبح لحالة ندرة الكوبالت في عام 1978 خيار جديد الآن: استعادته من عقيدات المنغنيز. تخطط شركة كورية للبدء في تطوير عملية لاستعادة العقيدات المنغنيزية في عام 2010 ؛ ستتراوح العقيدات المنجنيزية المستردة من 27٪ إلى 30٪ من المنجنيز، 1.25٪ إلى 1.5٪ نيكل ، 1٪ إلى 1.4٪ نحاس ، و 0.2٪ إلى 0.25٪ كوبالت (درجة تجارية)  تخطط Nautilus Minerals Ltd. المواد الصفية التي يبلغ متوسطها 29.9٪ من الزنك و 2.3٪ من الرصاص و 0.5٪ من النحاس من رواسب كبريتيد المعادن المتعددة القاع في المحيطات باستخدام جهاز يشبه المكنسة الكهربائية تحت الماء يجمع بين بعض التقنيات الحالية بطريقة جديدة. الشراكة مع Nautilus هما Tech C o m i n c o Ltd. و Anglo-American Ltd. الشركات العالمية الرائدة في العالم.
هناك أيضًا تقنيات أخرى لتعدين الروبوت يمكن تطبيقها تحت المحيط. تستخدم R i o T i n t o وصلات الأقمار الصناعية للسماح للعمال على بعد 1500 كيلومتر من تشغيل منصات الحفر ، وشحن البضائع ، وحفر الخام وتفريغها على سيور النقل ، ووضع المتفجرات في وقت لاحق لتفجير الصخور والأرض. يمكن للشركة أن تبقي العمال بعيدا عن الخطر بهذه الطريقة ، وكذلك استخدام عدد أقل من العمال. هذه التكنولوجيا تقلل التكاليف وتعوض الانخفاضات في المحتوى المعدني لاحتياطيات الخام. وبالتالي يمكن الحصول على مجموعة متنوعة من المعادن والمعادن من مصادر غير تقليدية مع الموارد المتاحة بكميات ضخمة.
أخيرًا ، ما هو المورد الدائم؟ تعريف A S T M لمورد دائم هو «تعريف لا ينضب فعليًا على نطاق زمني بشري». تشمل الأمثلة المقدمة الطاقة الشمسية وطاقة المد والجزر وطاقة الرياح ،  التي يجب أن تضاف إليها الملح والحجر والمغنيسيوم والماس وغيرها من المواد المذكورة أعلاه. توصلت دراسة عن الجوانب الجيوفيزيائية الحيوية للاستدامة إلى قاعدة من الممارسات الحكيمة التي مفادها أن مخزون الموارد يجب أن يدوم 700 عام لتحقيق الاستدامة أو أن يصبح مورداً دائماً ، أو في حالة أسوأ ، 350 سنة.
إذا كان مورد يدوم 700 سنة أو أكثر دائمًا ، فيمكن أن يطلق على مورد يدوم من 350 إلى 700 عامًا موردًا وفيرًا ، ويتم تعريفه هنا. يعتمد طول المدة التي يمكن خلالها استرداد المادة من موردها على حاجة الإنسان والتغيرات في التكنولوجيا من الاستخراج إلى دورة حياة المنتج إلى التخلص النهائي ، بالإضافة إلى إعادة تدوير المواد وتوافر بدائل مرضية. على وجه التحديد ، يدل هذا على أن الاستنفاد لا يحدث حتى تضعف هذه العوامل وتتلاشى: توفر البدائل ، ومدى إعادة التدوير وجدواه ، وتصنيع أكثر كفاءة للمنتج الاستهلاكي النهائي ، ومنتجات استهلاكية أكثر دواما وطويلة الأمد ، وحتى عدد من العوامل الأخرى.
يتم تغطية أحدث معلومات الموارد والتوجيهات حول أنواع الموارد التي يجب مراعاتها في تحديث دليل الموارد 

### الانتقال: الموارد الدائمة إلى المصادر القديمة
يمكن أن تتحول الموارد الدائمة إلى مصدر قديم. مصدر الضوء هو أحد المصادر التي لديها طلب ضئيل أو معدوم على المادة المستخرجة منه ؛ مادة قديمة ، لم يعد البشر بحاجة إليها. مصدر p a l e o r e s الكلاسيكي هو مورد فلينت ذو رأس السهم. لم يعد أحد يصنع رؤوس سهام أو رؤوس حربية فلينت - مما يجعل قطعة شحذ من الصلب الخردة واستخدامه أبسط بكثير. وتشمل المنتجات الزائل علب الصفيح، القصدير، والمدرسة ائحة السبورة، والراديوم في التكنولوجيا الطبية. تم استبدال الراديوم بكوبالت 60 أرخص بكثير والنظائر المشعة الأخرى في العلاج الإشعاعي. الرصاص بدون تآكل كغطاء للكابلات تم استبداله بالبلاستيك.
بنسلفانيا أنثراسايت هو مادة أخرى حيث يمكن أن تظهر الاتجاه نحو التقادم ويصبح p a l e o r e s o u r c e إحصائيا. بلغ إنتاج أنثراسايت 70.4 مليون طن في عام 1905، و 49.8 مليون طن في عام 1945، و 13.5 مليون طن في عام 1965، و 4.3 مليون طن في 1985، و 1.5 مليون طن في عام 2005. الكمية المستخدمة للشخص الواحد كانت 84   كجم للشخص الواحد في عام 1905، 7.1   كجم في عام 1965، و 0.8   كجم في عام 2005.  قارن ذلك باحتياطي أنثراسايت من هيئة المسح الجيولوجي الأمريكية البالغ 18.6 مليار طن وإجمالي الموارد 79 مليار طن ؛  انخفض الطلب على أنثراسايت إلى حد أن هذه الموارد أكثر من دائمة.
نظرًا لأن موارد أنثراسايت تدخل في نطاق الموارد الدائمة وقد انخفض الطلب على أنثراسايت حتى الآن ، فهل من الممكن أن نرى كيف يمكن أن تصبح أنثراسايت مصدرًا قديمًا؟ ربما بسبب استمرار العملاء في الاختفاء (أي التحويل إلى أنواع أخرى من الطاقة لتسخين الفضاء)، فإن ضمور شبكة الإمداد حيث لا يستطيع تجار فحم أنثراسيت الاحتفاظ بما يكفي من الأعمال لتغطية التكاليف والإغلاق ، والمناجم التي تحتوي على حجم صغير جدًا بحيث لا تغطي التكاليف أيضًا أغلق. هذه عملية يعزز بعضها بعضًا: يتحول العملاء إلى أشكال أخرى من الطاقة النظيفة التي تنتج كمية أقل من التلوث وثاني أكسيد الكربون ، ثم يتعين على تاجر الفحم إغلاق بسبب نقص حجم المبيعات الكافي لتغطية التكاليف. ثم يضطر عملاء تاجر الفحم الآخرين إلى التحويل ما لم يتمكنوا من العثور على تاجر فحم قريب آخر. أخيرًا يغلق منجم أنثراسيت لأنه لا يحتوي على حجم مبيعات كافٍ لتغطية تكاليفه.

## دورات الجيوكيمياء العالمية

Global geochemical cycles critical for life
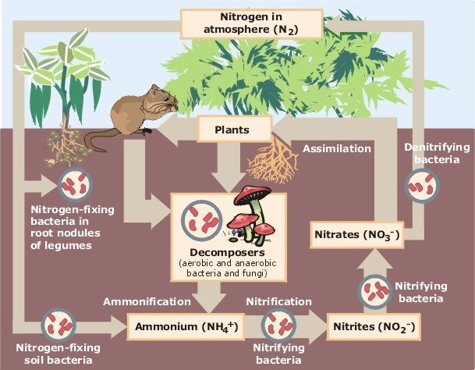
دورة النيتروجين
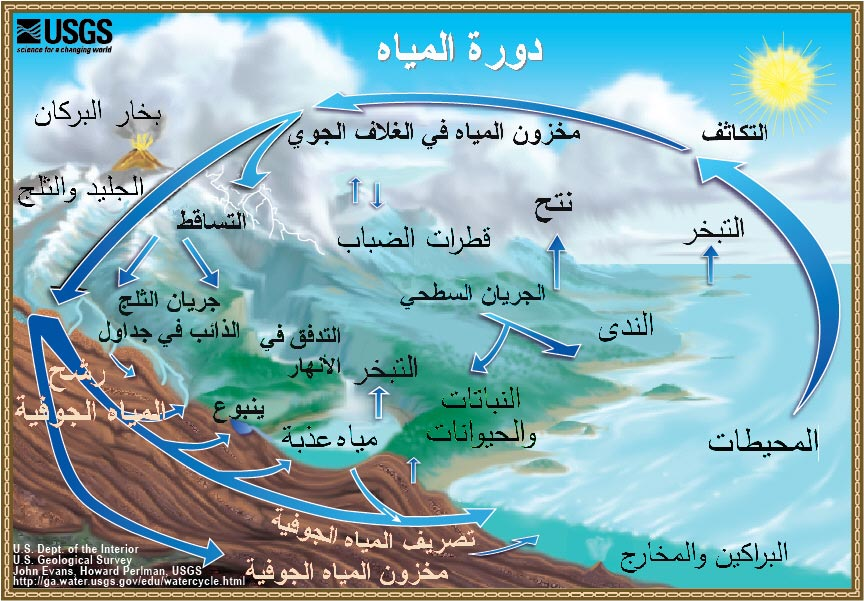
دورة المياه
دورة الكربون
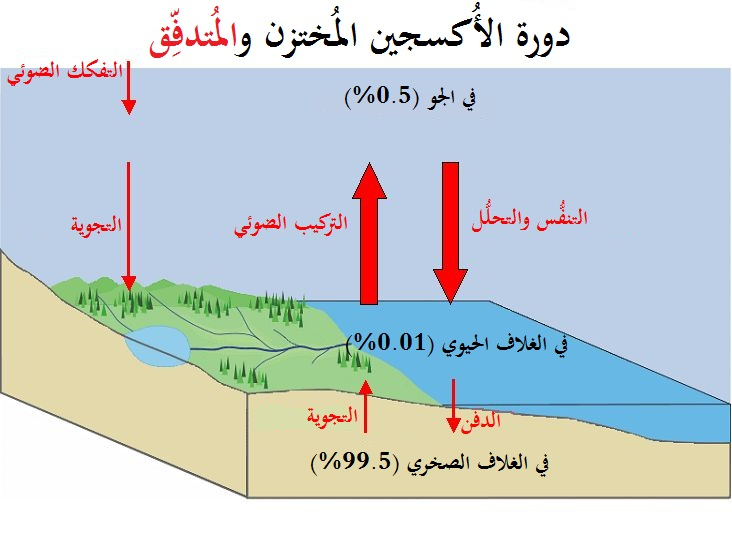
دورة الأكسجين

## روابط خارجية
- الجمعية الدولية للاقتصاد البيئي (ISEE)
- المجلة الدولية للاقتصاد الأخضر
- ثبت المراجع في IDEAS / RePEc